# Camponotus macilentus
Camponotus macilentus är en myrart som beskrevs av Smith 1877. Camponotus macilentus ingår i släktet hästmyror, och familjen myror.

## Underarter
Arten delas in i följande underarter:
- C. m. albemarlensis
- C. m. altinotus
- C. m. barringtonensis
- C. m. bindloensis
- C. m. castellanus
- C. m. duncanensis
- C. m. hoodensis
- C. m. jacobensis
- C. m. macilentus
- C. m. narboroensis
- C. m. pervicus
- C. m. sapphirinus
- C. m. vulcanalis
- C. m. wollebaeki

## Bildgalleri

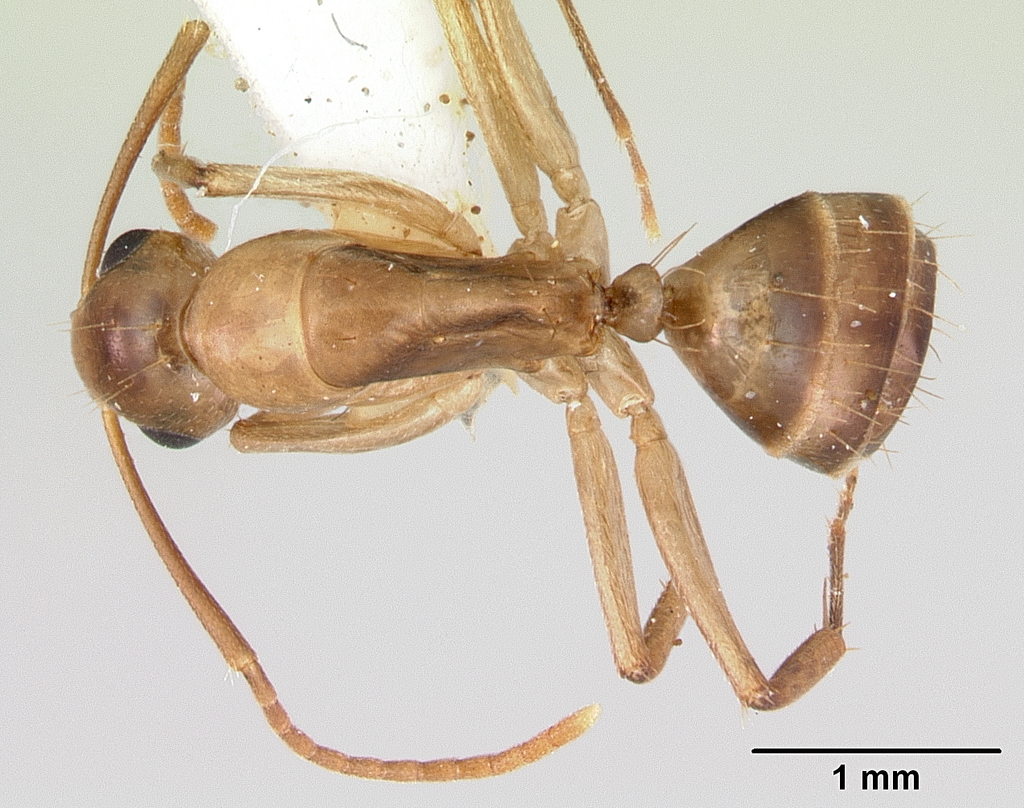
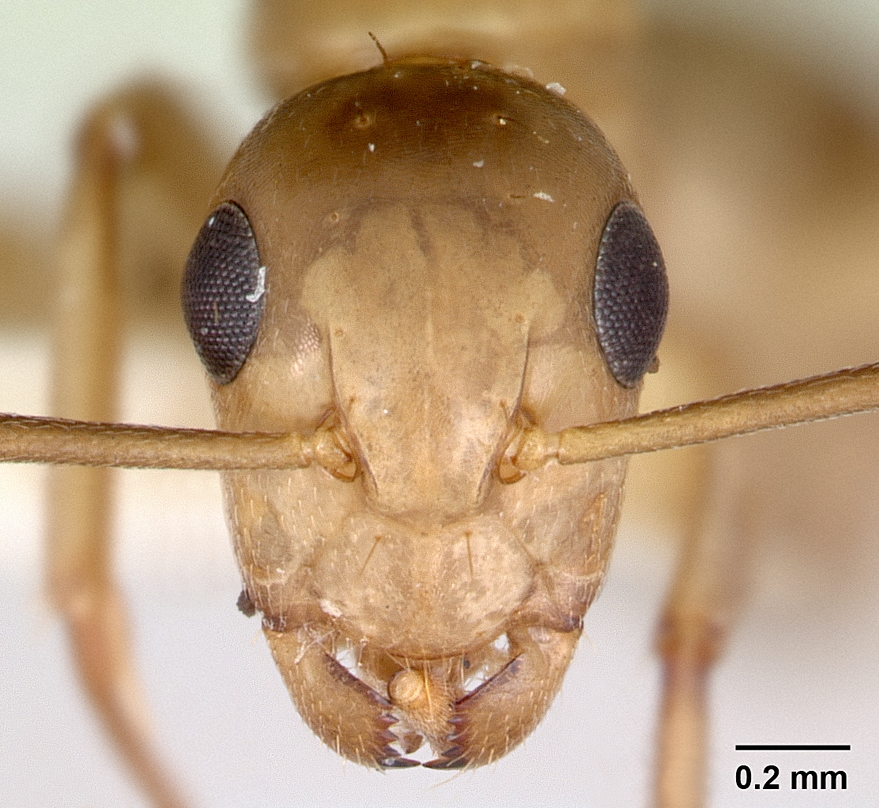
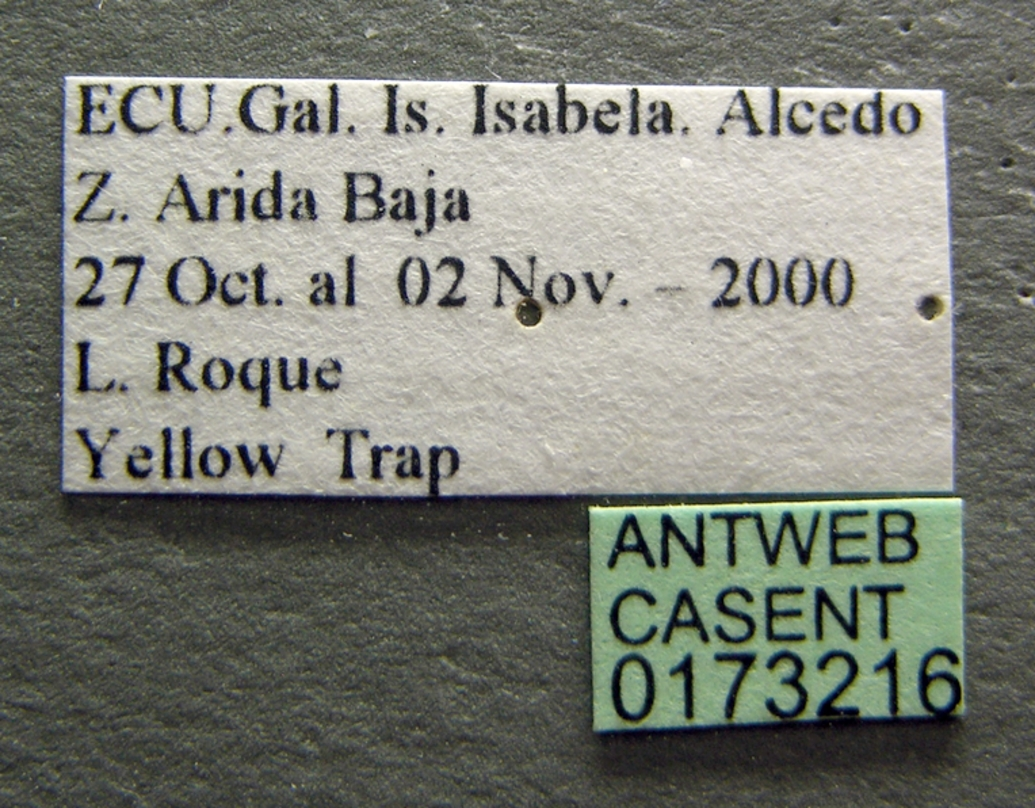
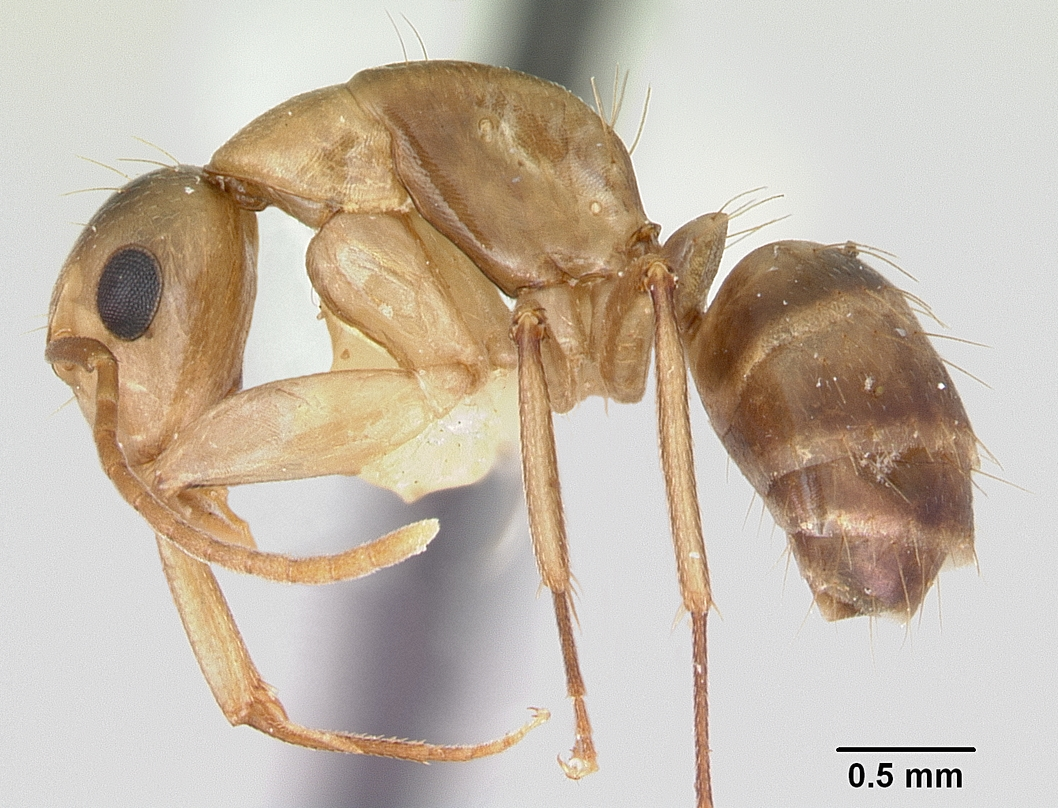
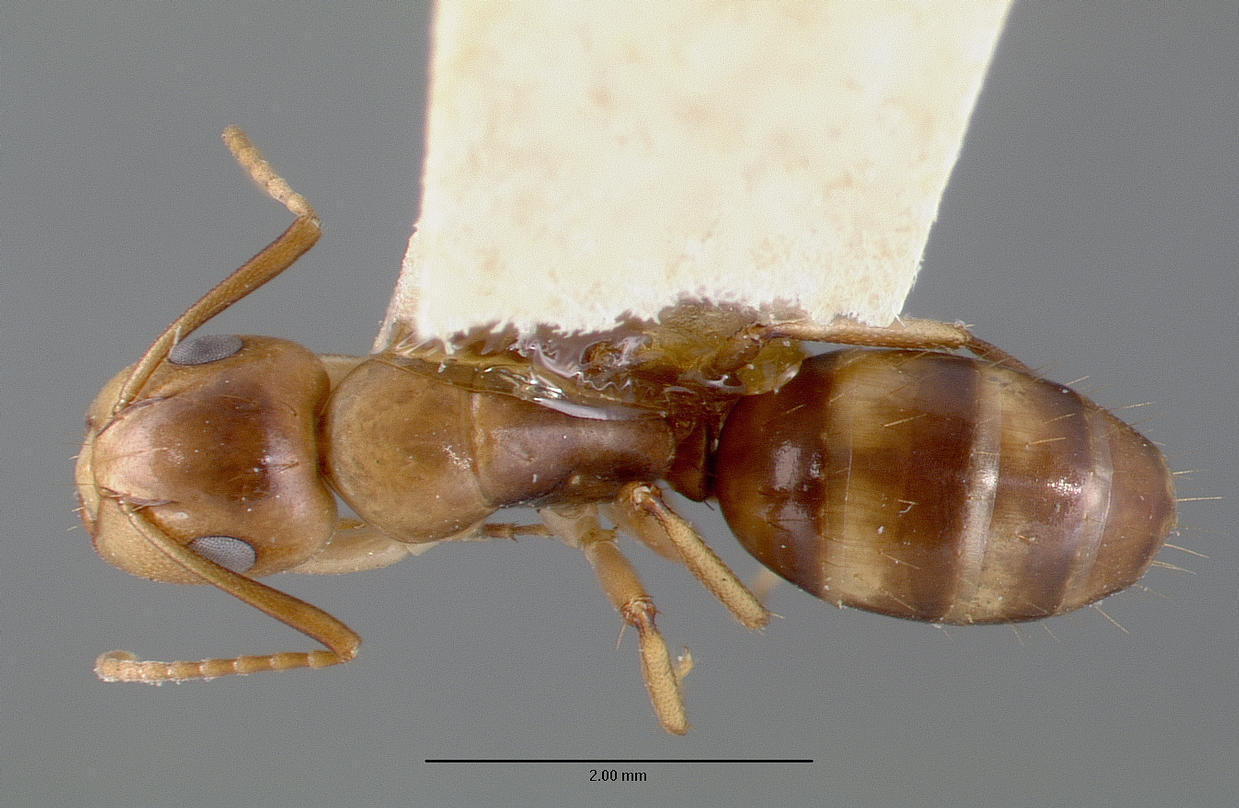
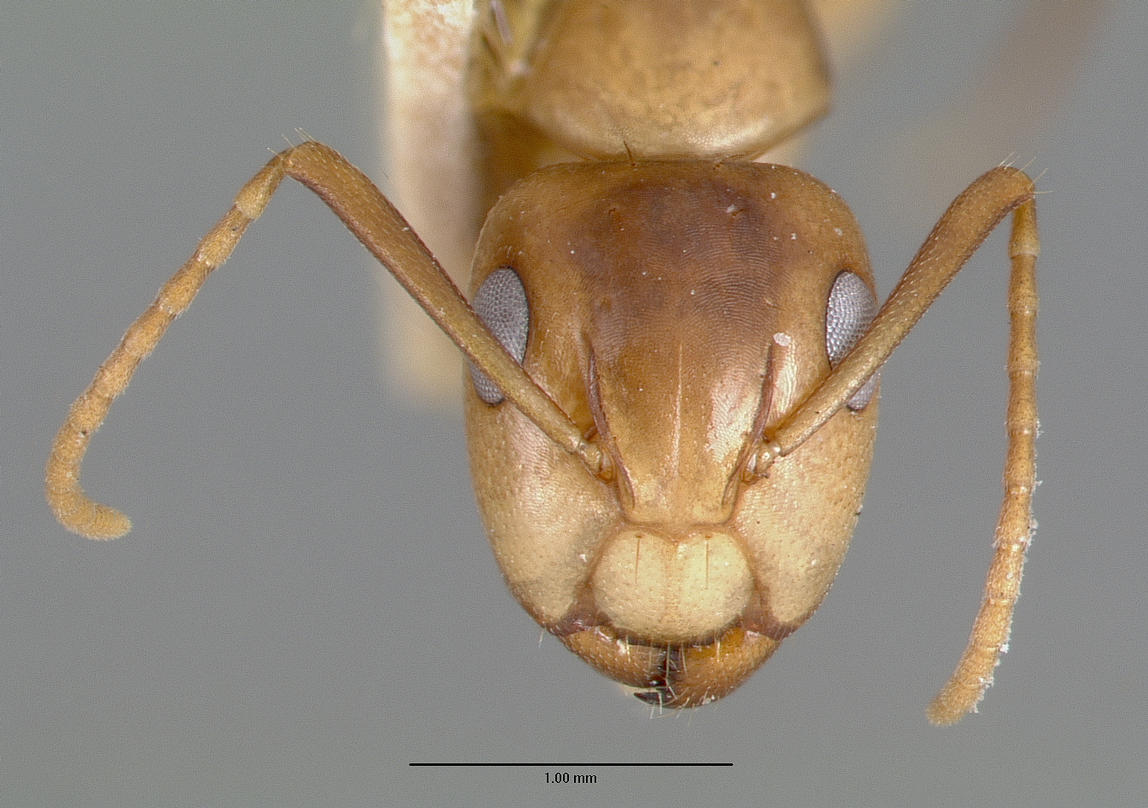